# (3488) Brahic
Pour les articles homonymes, voir Brahic.
(3488) Brahic est un astéroïde de la ceinture principale du Système solaire.
Il a été nommé en l'honneur d'André Brahic, astrophysicien français, spécialiste des anneaux de Saturne et chercheur à l'université Paris 7.